# Калистратовка
Калистратовка (укр. Калістратівка) — село, относится к Подольскому району Одесской области Украины.
Население по переписи 2001 года составляло 107 человек. Почтовый индекс — 67940. Телефонный код — 4861. Занимает площадь 0,36 км². Код КОАТУУ — 5123183704.

## Местный совет
67940, Одесская обл., Подольский р-н, с. Ставрово